# Burrianus
Burrianus is een geslacht van rechtvleugeligen uit de familie krekels (Gryllidae). De wetenschappelijke naam van dit geslacht is voor het eerst geldig gepubliceerd in 1962 door Lucien Chopard.

## Soorten
Het geslacht Burrianus  is monotypisch en omvat slechts de volgende soort:
- Burrianus pachyceros (Chopard, 1962)